# توني بارسونز (صحفي)
توني بارسونز (بالإنجليزية: Tony Parsons)‏ (6 نوفمبر 1953 في المملكة المتحدة)؛ كاتب، عازف قيثارة، صحفي وروائي بريطاني.

## روابط خارجية
- توني بارسونز على موقع IMDb (الإنجليزية)
- توني بارسونز على موقع قاعدة بيانات الفيلم (الإنجليزية)
- توني بارسونز على موقع كينوبويسك (الروسية)